# テリー・ハッチャー
テリー・リン・ハッチャー（Teri Lynn Hatcher, 1964年12月8日 - ）は、アメリカ合衆国カリフォルニア州サニーベイル出身の女優。

## 略歴
ウェールズ人とチョクトーの血を引く核物理学者の父と、フランス、ドイツ、レバノンの血を引くコンピュータ・エンジニアの母の間に生まれる。
フリーモント高等学校卒業後、コミュニティ・カレッジのディアンザカレッジへ進学し数学と工学を専攻しながら演技の勉強をする。1984年にはNFLのサンフランシスコ・フォーティナイナーズでチアリーダーを務めた。在学中に友人の誘いでハリウッドへ。『ケビン・ベーコンのハリウッドに挑戦!!』（1988年）がデビュー作映画である。
主演のクラーク・ケント（ディーン・ケイン）の同僚である助演のロイス・レーン役を演じた、テレビシリーズ『新スーパーマン』で一躍脚光を浴びる。1997年には、ピアース・ブロスナン主演の『007 トゥモロー・ネバー・ダイ』でボンドガールの一人となる。2004年に始まったテレビドラマ『デスパレートな妻たち』では主役の一人、シングルマザーのスーザンを演ずる。2005年に『デスパレートな妻たち』のスーザン役でゴールデングローブ賞を受賞。2010年、アメリカで『デスパレートな妻たち』を放映するABCの親会社ディズニー社が運営するディズニー・ファミリー・ドットコムの一部として「GetHatched.com」という女性を応援するライフスタイルに関するウェブサイトを立ち上げ、ウェブビジネスに参入している。
2009年10月、米『テレビガイド』がアメリカのテレビ番組におけるギャラを発表し、出演ドラマである『デスパレートな妻たち』の出演料が1話につき、40万ドル（日本円で約4000万円）で女性部門の1位にランクインした。
2010年7月23日付の『TV magazine』がテレビスターたちのギャラをランキングで発表し、『デスパレートな妻たち』の1エピソードあたりの出演料が40万ドル（日本円で約3400万円）でコメディ俳優部門の3位にランクインした。

### 私生活
1988年にマーカス・レイトホールドと結婚するが翌年離婚。1994年、俳優のジョン・テニーと結婚し、1997年に娘を産むが、2003年に離婚。ピアース・ブロスナンによれば、1997年公開の『007 トゥモロー・ネバー・ダイ』の撮影中は、ブロスナンに付きまとっていたという。2006年には『アメリカン・アイドル』の司会者ライアン・シークレストとの交際が発覚したが、3回のデートで振られたと語る。同年、女優エヴァ・ロンゴリア と別れた映画・テレビ監督のスティーヴン・ケイとの交際を認める。
2006年3月、『ヴァニティ・フェア』誌のインタビューで幼少期に叔父から性的虐待を受けていた事実を告白した。ハッチャーはこの事実を隠していたが、その叔父が後年になって14歳の少女を虐待し、この少女が自殺したことをきっかけに辛い過去を語った。なお、この叔父は懲役14年の判決を受け、服役して6年が過ぎた2008年に結腸癌で死去した。

## 主な出演作品

### 映画
| 公開年 | 邦題 原題                                               | 役名                       | 備考       |
| ------ | ------------------------------------------------------- | -------------------------- | ---------- |
| 1988   | ケビン・ベーコンのハリウッドに挑戦!! The Big Picture    | グレッチェン               |            |
| 1989   | デッドフォール Tango & Cash                             | キャサリン・タンゴ（キキ） |            |
| 1991   | ソープディッシュ Soapdish                               | Ariel Maloney              |            |
| 1991   | デッド・イン・ザ・ウォーター Dead in the Water          | ローラ・スチュワート       |            |
| 1992   | ストレート・トーク/こちらハートのラジオ局 Straight Talk | ジャニス                   |            |
| 1994   | 氷の仮面 The Cool Surface                               | ダニ・ペイソン             |            |
| 1996   | ヘブンズ・プリズナー Heaven's Prisoners                 | クローデット               |            |
| 1996   | 2 days トゥー・デイズ 2 Days in the Valley              | ベッキー・フォックス       |            |
| 1997   | 007 トゥモロー・ネバー・ダイ Tomorrow Never Dies        | パリス・カーヴァー         |            |
| 1998   | ディープ・ハプニング Since You've Been Gone             | マリア・ゴールドスタイン   | テレビ映画 |
| 1999   | 悪魔の棲む部屋 Fever                                    | シャーロット・パーカー     |            |
| 2000   | ランニング・メイツ/彼女たちの大統領選 Running Mates     | Shawna                     | テレビ映画 |
| 2001   | スパイキッズ Spy Kids                                   | ミセス・グラデンコ         |            |
| 2001   | ラナウェイ・ジェーン Jane Doe                           | ジェーン・ドゥ             | テレビ映画 |
| 2003   | モメンタム Momentum                                     | ジョーダン・リップス       | テレビ映画 |
| 2006   | コララインとボタンの魔女 3D Coraline                    | ママ                       | 声の出演   |
| 2013   | プレーンズ Planes                                       | ドッティ                   | 声の出演   |
| 2014   | プレーンズ2/ファイアー&レスキュー Planes: Fire & Rescue | ドッティ                   | 声の出演   |
| 2019   | Madness in the Method                                   | ジーナ                     |            |

### テレビシリーズ
| 放映年     | 邦題 原題                                                   | 役名                       | 備考                                  |
| ---------- | ----------------------------------------------------------- | -------------------------- | ------------------------------------- |
| 1986-1990  | 冒険野郎マクガイバー MacGyver                               | ペニー・パーカー           | 6エピソード                           |
| 1988       | 新スタートレック Star Trek: The Next Generation             | B.G. ロビンソン            | 第2シーズン第4話「無法者オコーナ」    |
| 1988       | L.A.ロー 七人の弁護士 L.A. Law                              | トレイシー                 | 1エピソード                           |
| 1989       | タイムマシーンにお願い Quantum Leap                         | ドナ                       | 1エピソード                           |
| 1990       | TVキャスター マーフィー・ブラウン Murphy Brown              | マデレーン・スティルウェル | 1エピソード                           |
| 1993, 1998 | となりのサインフェルド Seinfeld                             | Sidra                      | 3エピソード                           |
| 1993-1997  | 新スーパーマン Lois & Clark: The New Adventures of Superman | ロイス・レーン             | 87エピソード                          |
| 1998       | そりゃないぜ!? フレイジャー Frasier                         | マリー                     | 1エピソード                           |
| 2004       | チャーリー・シーンのハーパー★ボーイズ Two and a Half Men    | リズ                       | 第1シーズン第19話「11歳のバースデー」 |
| 2004-2012  | デスパレートな妻たち Desperate Housewives                   | スーザン・メイヤー         | 181エピソード                         |
| 2017       | SUPERGIRL/スーパーガール Supergirl                          | レーア                     | 8エピソード                           |

## 参照
1. 1 2  "Teri Hatcher". Inside the Actors Studio.
2. ↑  “第62回ゴールデン・グローブ賞テレビ部門”. シネマトゥデイ. (2005年1月17日) 2009年8月5日閲覧。
3. ↑  セレブライフがのぞける？『デスパ妻』スーザンが女性応援サイトを始動！
4. ↑  “Ｔ・ハッチャー、離婚へ”. シネマトゥデイ. (2003年3月7日) 2009年8月5日閲覧。
5. ↑  “ピアース・ブロスナン、「007」の思い出と、ボンドを離れる心境を語る”. シネマトゥデイ. (2005年4月26日) 2009年8月5日閲覧。
6. ↑  “ライアン・シークレスト、テリー・ハッチャーとの交際を認める”. シネマトゥデイ. (2006年4月4日) 2009年8月4日閲覧。
7. ↑  “テリー・ハッチャー、たった3回のデートでライアン・シークレストにふられる”. シネマトゥデイ. (2006年5月15日) 2009年8月5日閲覧。
8. ↑  “テリー・ハッチャー、新恋人はエヴァ・ロンゴリアの元彼”. シネマトゥデイ. (2006年11月20日) 2009年8月5日閲覧。
9. ↑  “テリー・ハッチャー、子供の頃の性的虐待を告白”. シネマトゥデイ. (2006年3月10日) 2009年8月5日閲覧。
10. ↑  Bennetts, Leslie (2006年4月). “Teri Hatcher’s Desperate Hour” (英語). ヴァニティ・フェア 2009年7月10日閲覧。
11. ↑  Lynch, Jason (2006年3月27日). “Teri's Secret Pain” (英語). ピープル 2009年7月10日閲覧。
12. ↑  “子供時代のテリー・ハッチャーに性的虐待をした叔父が刑務所で死去”. シネマトゥデイ. (2008年8月25日) 2009年8月5日閲覧。